# 미카엘 R. 로스캄
미카엘 R. 로스캄(네덜란드어: Michaël R. Roskam, 1972년 10월 9일 ~ )은 벨기에의 영화 감독이다. 본명은 미카엘 레인더르스(Michaël Reynders)로 '로스캄'은 그의 모친의 성을 따른 것이다.

## 연출 작품 목록
| 연도 | 제목               | 원제      | 비고 |
| ---- | ------------------ | --------- | ---- |
| 2011 | 불헤드             | Bullhead  |      |
| 2014 | 더 드롭            | The Drop  |      |
| 2017 | 레이서 앤 제일버드 | Le Fidèle |      |
| 미정 | 호랑이             | The Tiger |      |